# ドーラ・ペヤチェヴィチ
ドーラ・ペヤチェヴィチ（Dora Pejačević, 1885年9月10日 - 1923年3月5日）は、クロアチアの女性作曲家。

## 経歴
卓越したハンガリー人ピアニストで声楽家の母リッラ・ペヤチェヴィチより音楽の手解きを受け、12歳で作曲を始める。ドレスデンやミュンヘン、ザグレブで音楽を学習する。孤独な生活を送っていたが、著名な音楽家や文筆家と面識があり、オーストリアのジャーナリスト、カール・クラウスや、チェコの貴族で文化の擁護者、シドニー・ナードヘルナーらと親交があった。
後期ロマン主義音楽の様式で58曲を後世に遺した。その大半がピアノ曲や室内オーケストラのための作品である。作品のほとんどが出版も録音もされずに自筆譜のまま遺されている。主要な作品に、《ピアノ協奏曲ト短調》作品33（1913年作曲、1982年にIzdanja Muzikološkog Zavoda Muzičke Akademije より出版）、《交響曲 嬰ヘ短調》作品41（1916年作曲、1920年改訂）、《ヴァイオリン・ソナタ ニ短調》作品26と《チェロ・ソナタ ホ短調》作品35、《ピアノ四重奏曲 ニ短調》作品25、《ピアノ五重奏曲 ロ短調》作品40、《ピアノ・ソナタ変ロ短調》作品36（2002年にクロアチア音楽出版局より刊行） および《ピアノ・ソナタ変イ長調》作品57がある。《メヌエット》作品18はウィーン・ボエーム四重奏団によってコッホ＝シュヴァン・レーベルに録音された。
1921年に結婚してミュンヘンに移るが、その2年後に夭逝し、亡骸はナシツェの墓地に埋葬された。